# Кирилюк, Мария
Мария Кирилюк (род. 16 февраля 1995, Светлогорск, Гомельская область) — азербайджанская волейболистка. Центральная блокирующая. Игрок ЖВК «Абшерон» и сборной Азербайджана.

## Карьера
Родилась 16 февраля 1995 года в Светлогорске (Белоруссия).
Сезон 2021/2022 провела в составе «Спарты» (Нижний Новгород).
12 октября 2022 года подписала контракт с «Шэньчжэнь Чжунсай» (Шэньчжэнь, Китай). В январе 2023 года с командой завоевала бронзовые медали чемпионата Китая, обыграв в матчах за третье место «Фуцзян».  
В сезоне 2022/2023 также выступала за ЖВК «Северянка». С командой заняла второе место в Высшей лиге А России.    
13 сентября 2023 года вновь подписала контракт с «Шэньчжэнь Чжунсай». Первую половину сезона 2023/2024 провела за «Шэньчжэнь Чжунсай». 
26 января 2024 года перешла в ЖВК Абшерон. В сезоне 2023/2024 заняла второе место в чемпионате Азербайджана. 
По итогам сезона 2023/2024 вошла в «Dream team» (символическую сборную) сезона.
В сезоне 2024/2025 вновь заняла второе место.

## В составе сборной
В апреле 2018 года принимала участие в Первых Тюркских спортивных играх, прошедших в Баку с 5 по 10 апреля.
В августе 2018 года приняла участие на турнире «Gloria Cup» в Анталье (Турция).
В январе 2020 года принимала участие в лицензионном турнире к Олимпиаде 2020.
Участвует в Золотой Евролиге.  
В Золотой Евролиге 2024 стала второй по результативности в сборной (64 очка).
В августе 2022 года на V Играх исламской солидарности в составе сборной завоевала бронзовые медали.
Принимала участие в чемпионате Европы 2021, чемпионате Европы 2023.

## Достижения
- Чемпионат Китая 2022/2023 — [5]
- Чемпионат Азербайджана 2023/2024 — [12]
- Чемпионат Азербайджана 2024/2025 — [15]
- Игры исламской солидарности 2021 — [25]